# 米卡埃尔·阿佩尔格伦

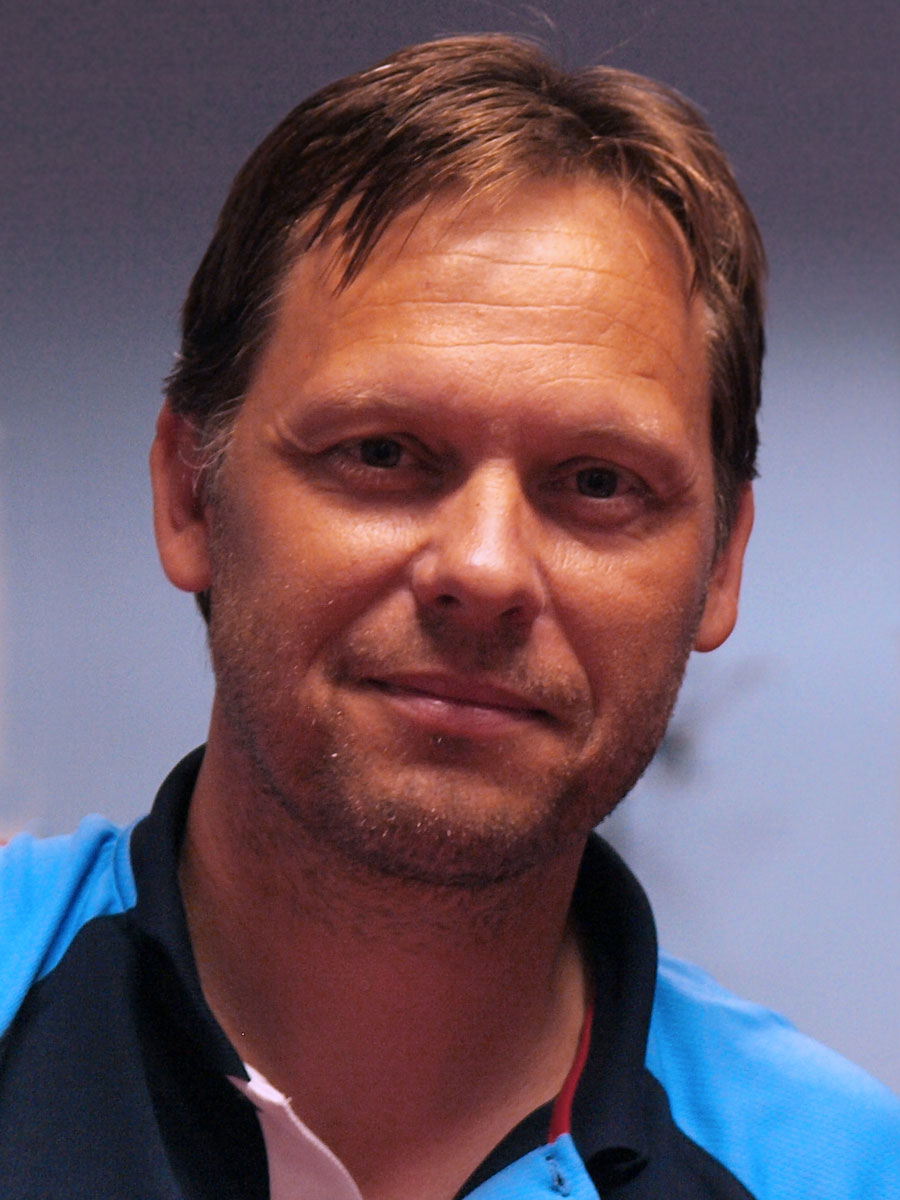
米卡埃尔·阿佩尔格伦

米卡埃尔·阿佩尔格伦（瑞典語：Mikael Appelgren，1961年10月15日—），瑞典乒乓球运动员，昵称“金苹果”，左手横握球拍，两面高吊弧圈球打法，曾4度夺得世乒赛冠军，8次夺得过欧洲锦标赛冠军。他还获得过世界杯乒乓球赛冠军等荣誉。
阿佩尔格伦出生于斯德哥尔摩，12岁开始接受正规训练，1982年击败队友瓦尔德内尔夺得欧洲乒乓球锦标赛男单冠军，次年夺得世界杯冠军。1989年他和瓦尔德内尔、约尔根·佩尔森组成的瑞典队击败中国队夺得世乒赛团体冠军。